# Gabons Davis Cup-lag
Gabons Davis Cup-lag styrs av Gabons tennisförbund och representerar Gabon i tennisturneringen Davis Cup. Gabon debuterade i sammanhanget 2001 och har bland annat slutat tre i pool III vid Europa-Afrikazonens Grupp III 2004.